# Itzikel Hamburger
Pour les articles homonymes, voir Horowitz et Hamburger (homonymie).
Isaac Horowitz connu comme Itzikel Hamburger, né en 1715 à Horochów (Voïvodie de Volhynie) en République des Deux Nations et mort le 4 mai 1767 à Hambourg (Saint-Empire), est un rabbin allemand, d'origine ukrainienne. Il est Av Beth Din de Brody, et succède au rabbin Jonathan Eybeschutz comme grand-rabbin de Altona, Hambourg et Wansbeck. Il est l'auteur de Mitamei Yitzchak.

## Biographie
Isaac Horowitz est né en 1715 à Horochów en Pologne-Lithuanie. Il est le fils du rabbin Jacob Jokel Horowitz et de Reize Horowitz. Le rabbin Jacob Jokel Horowitz est né en 1679 à Bolechów et est mort le 27 août 1749 à Głogów, en Prusse. Reize Horowitz (née Heschel) est née en 1700 et est morte le 6 septembre 1767.
Isaac Horowitz épouse Reitze Horowitz (née Babad) née circa 1720 à Brody en Voïvodie de Ruthénie et morte en 1755 à Brody. Il épouse en secondes noces Beila Horowitz (née Babad) morte le 10 novembre 1802. Il se remarie une troisième fois.
Il est en famille par mariage avec Yehezqel Landau le Noda Biyhudah (נודע ביהודה).
Le rabbin Menachem Mendel Rubin de Linsk (Lesko), en Voïvodie de Ruthénie (circa 1740–1803)  est considéré comme le premier rebbe de la dynastie hassidique de Ropshitz. Son père, le rabbin Yaakov Rubin, le rabbin de Linsk, épouse Beila Horowitz, la fille de Isaac Horowitz.
Isaac Horowitz est Av Beth Din de Brody, et succède au rabbin Jonathan Eybeschutz comme grand-rabbin de Altona, Hambourg et Wansbeck.

## Œuvre
- (he) Mitamei Yitzchak. 2 vol.[8]